# Forges de Clabecq
Les Forges de Clabecq désignaient une usine sidérurgique belge, située à Clabecq, dans la commune de Tubize, à 20 kilomètres au sud-ouest de Bruxelles, le long de la frontière linguistique.

## Localisation
Ce site se trouve en Brabant wallon, dans l’entité de Tubize tout comme quatre autres communes et villages : Clabecq, Oisquercq, Saintes et Tubize.
Trois rivières passent par Clabecq : la Senne, la Sennette, le Hain ainsi que trois ruisseaux : le ruisseau du Vraimont, le ri Saint-Jean, le ruisseau du bois de Clabecq. Mais le cours d’eau le plus important est le canal Bruxelles-Charleroi qui fut créé en 1804.
Les Forges se trouvent à l’ouest du canal, contrairement au centre-ville.
Le site des Forges de Clabecq est situé principalement dans la commune de Tubize, dans la province du Brabant wallon, en plein centre de l’Europe occidentale. Il se situe de plus à 20 km de Bruxelles, à 90 km du port d'Anvers, soit à environ une heure de voiture et un peu plus en camion, et à environ 300 km de Paris. Les grands axes de transports à proximité sont : la voie de chemin de fer allant de Tubize à Anvers, les autoroutes E429 et E19 et le canal Bruxelles-Charleroi. Les Forges, bien qu'utilisant massivement du coke extrait du charbon et du minerai de fer, ne sont pas situées à proximité de ces types de gisements. Mais grâce aux moyens de transport, les matières premières peuvent être amenées facilement.

## Superficie
La superficie totale du site des Forges est de 80 hectares.

## Historique des Forges de Clabecq
En 1752, alors que la région fait partie des Pays-Bas autrichiens, l’impératrice Marie-Thérèse de Hongrie et de Bohème autorise le maintien à Clabecq d’une forge actionnée par un moulin à eau sur la Sennette. Il s’agit véritablement de la première forge de Clabecq. À l’origine, elle se développe donc à partir d’un moulin à battre le fer, construit à côté même d’un moulin à farine. La maçonnerie du bief de cette forge est toujours visible encore aujourd’hui. En 1812, Napoléon Ier demande que soit porté à l’étude la réalisation d’un canal reliant Bruxelles à Charleroi. En 1819, l'entreprise dénommée « Fonderie et platinerie de fer » comprend de nombreux équipements dont un haut-fourneau.
En 1828, au bord de la faillite, Edouard Goffin (1796-1858) (époux de Catherine Matthieu) reprit la société, sauva l'usine et l'orienta vers la transformation de produits de haut fourneau et l'utilisation de la mitraille. En 1832, c’est-à-dire 20 ans plus tard, le canal est effectivement créé, ce qui modifie considérablement le paysage économique et social de la région. Le véritable fondateur des « Forges de Clabecq », dont la statue est érigée sur la place du village, est Josse-Philippe-Edouard Goffin (1830-1887), (époux de Fanny t'Kint, 1832-1886), qui développa l'entreprise.
Mais la vraie croissance des Forges arrive en 1850 et de là, on peut véritablement la considérer comme une usine. Son frère Charles-Henri Goffin (1827-1861) l'aida dans sa tâche et installa un laminoir et un raccordement au chemin de fer[réf. nécessaire]. En 1888, les forges deviennent une société anonyme dont les actionnaires sont les familles Goffin, puis Matthieu, Moeremans. Il faut cependant le XXe siècle pour que l'usine transformatrice (les fours produisant du fer ayant été arrêtés rapidement) ne devienne productrice grâce à la construction d'un ensemble de hauts-fourneaux dont les deux premiers sont allumés en 1910 et 1911. L'usine s'équipe également d'une unité de production de coke (la société anonyme des Fours à coke de Vilvorde) dont elle est le seul sidérurgiste actionnaire et passe des contrats avec des mines de fer dans l'Est de la France,.
Ce qui a favorisé le développement à cet endroit est donc le canal de Bruxelles à Charleroi, la présence d’un début de forge mais aussi la présence de la chaussée allant de Mons à Paris. La présence du chemin de fer a aussi favorisé l’agrandissement des Forges. Malgré l’absence de matière première sur place, elle peut arriver grâce aux moyens de communication et tout de suite repartir pour le reste de la Belgique, vers la France, et vers le monde grâce à Anvers qui est un des plus grands ports mondiaux.
Depuis 1973, les conditions économiques de production de l’acier ont changé considérablement. En effet, si la production a augmenté rapidement depuis la fin de la Seconde Guerre mondiale, après le premier choc pétrolier, qui a entraîné une augmentation importante du coût des matières premières, cette croissance s’est quelque peu ralentie, avec d’importantes variations d’une année sur l’autre. Le complexe sidérurgique, qui comprend des hauts-fourneaux, des laminoirs, une coulée continue, une fonderie et une aciérie électrique, a compté jusqu’à 5 324 travailleurs en 1975. Mais la faillite qui suivit fut inévitable.

## La faillite
Les premières grèves ont réellement commencé dans la semaine du 22 au 26 novembre 1993, mais elles ont été vite stoppées par les directions syndicales. Les années 1994 à 1996 sont marquées par des mouvements aux Forges et une faillite semble tout bonnement inévitable. Après la faillite de leur entreprise, en décembre 1996, les ouvriers des Forges de Clabecq expriment leur colère devant le rôle scandaleux joué par les banques. « On marche parce que rien ne marche ! ». Ce slogan résumait à lui seul le sentiment général des quelque 30 000 personnes rassemblées autour de Roberto D'Orazio (qui était l’animateur de la Section Syndicale FGTB) qui, le 2 février 1997 à Clabecq, participaient à la marche « multicolore » pour l’emploi. La foule, qui s’était déplacée de toute la partie francophone du pays, rejointe par quelques contingents syndicalistes flamands, a constitué un des plus importants rassemblements en Belgique. Ils venaient tous crier leur mécontentement face à la destruction d’emplois consécutive à la mondialisation de l’économie. En attendant une destruction prochaine, le site a même été classé comme zone d’activité économique désaffecté par le gouvernement.
Les causes de la fermeture sont principalement dues à la mondialisation. La main d’œuvre dans les pays européens est chère par rapport à l’Asie notamment pour une qualité identique. De plus, la localisation au centre des terres n’est plus si avantageuse pour ce type d’activité. En effet, débarquer la marchandise des cargos, la rembarquer sur les péniches pour les emmener aux Forges et le trajet inverse revient beaucoup plus cher que si l’industrie est localisée près d’un port côtier. Ce qui fonctionne encore bien en Europe est la sidérurgie spécialisée mais les Forges de Clabecq produisaient seulement de l’acier bas de gamme et les bâtiments sont trop détériorés pour pouvoir les réutiliser. Quand la Guerre du Golfe, de 1990 à 1991, a débuté, des aggravations se sont produites sur le marché de l'acier.

## La réaffectation
En 1997, à la suite de la désaffectation du site des Forges de Clabecq, Duferco (de), une société sidérurgique qui n'a pas été rachetée par Arcelor (qui s’est fait lui-même racheter par Mittal Steel), a acquis une partie de ce site (la rive gauche). L’activité n’a commencé véritablement qu’en 1998. La société occupait la majorité des terrains industriels « ex-Forges de Clabecq », bien qu'une partie des anciennes installations soit restée inutilisée. Depuis 2002, ce qui est appelé la « phase liquide » (haut fourneau + aciérie) a été stoppée et par conséquent une autre partie du site n'est plus utilisée comme outil (mais l'est encore partiellement comme zone de stockage).
Duferco veut dans les mois et années à venir, assainir et réaménager la partie stoppée.
Duferco n’a pas acheté ce site industriel par hasard. En effet, l'excellente localisation des installations a été un facteur contribuant à la décision d'achat en 1997: au cœur de l'Europe, à courte distance d'Anvers (idéal pour l'exportation vers les 4 coins du monde), et relié à l'ensemble des réseaux de transport (autoroutes, voies ferrées, voies navigables).
Depuis 2006, Duferco a réalisé une coentreprise avec l'entreprise sidérurgique russe NLMK. Le laminoir de l’usine y produit des tôles d’acier.

## Projet
Un nouveau projet est en cours de formation. Sa réalisation pourrait durer 10, 15, voire 20 ans. 2000 à 2500 logements sont prévus sur le site des anciennes forges.
La phase de démolition des bâtiments du site a débuté en 2008. Certains bâtiments pourront être conservés pour témoigner du passé industriel de la région, comme le château d'eau. Le haut fourneau 6, le plus haut et datant de 1972, a été abattu le 4 septembre 2012.

## Archives
Les Archives de l'État à Louvain-la-Neuve conservent une part des archives des Forges de Clabecq.

## Galerie de photographies

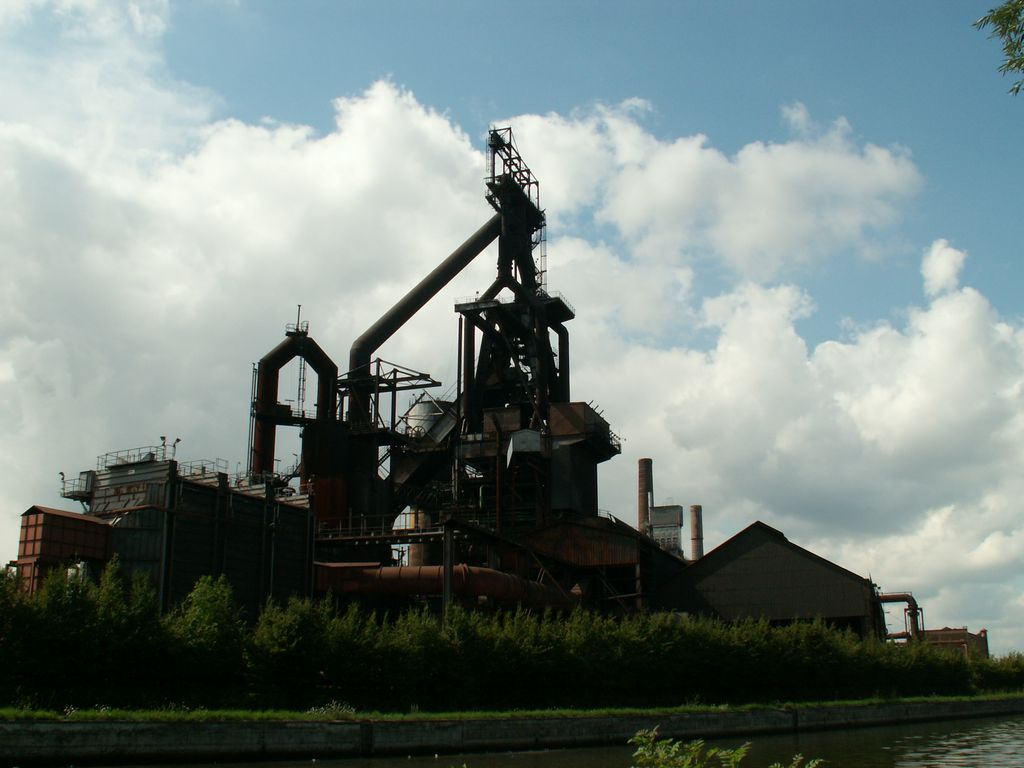
Les forges de Clabecq, haut fourneau.
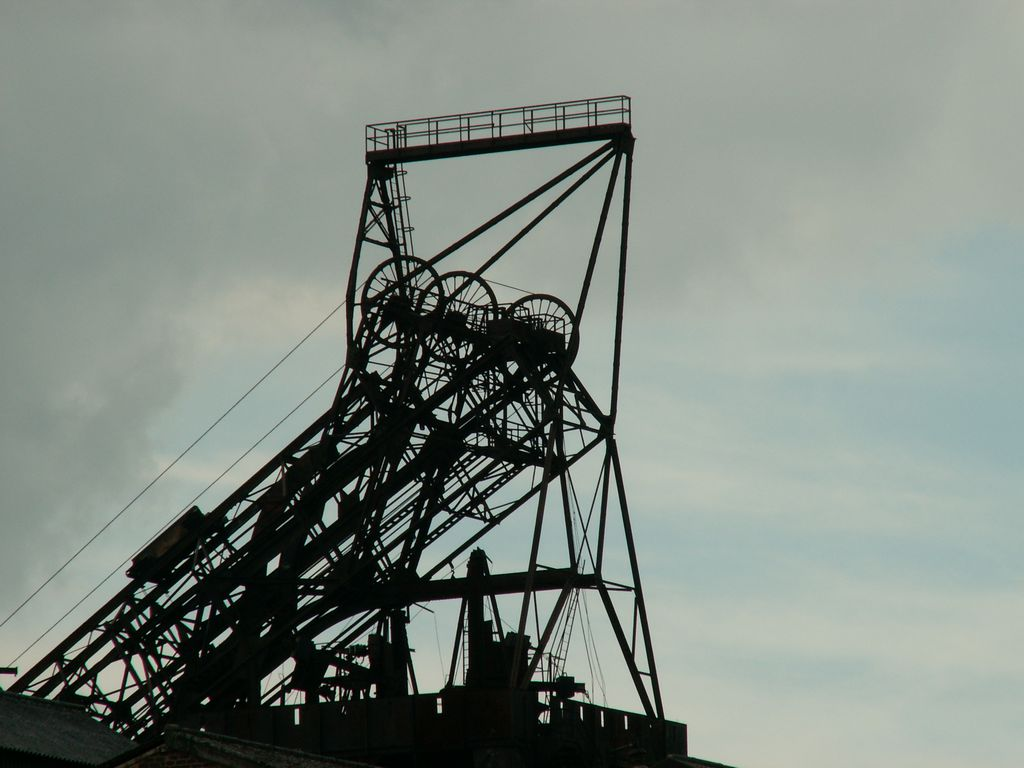
Les forges de Clabecq, haut fourneau (détail).
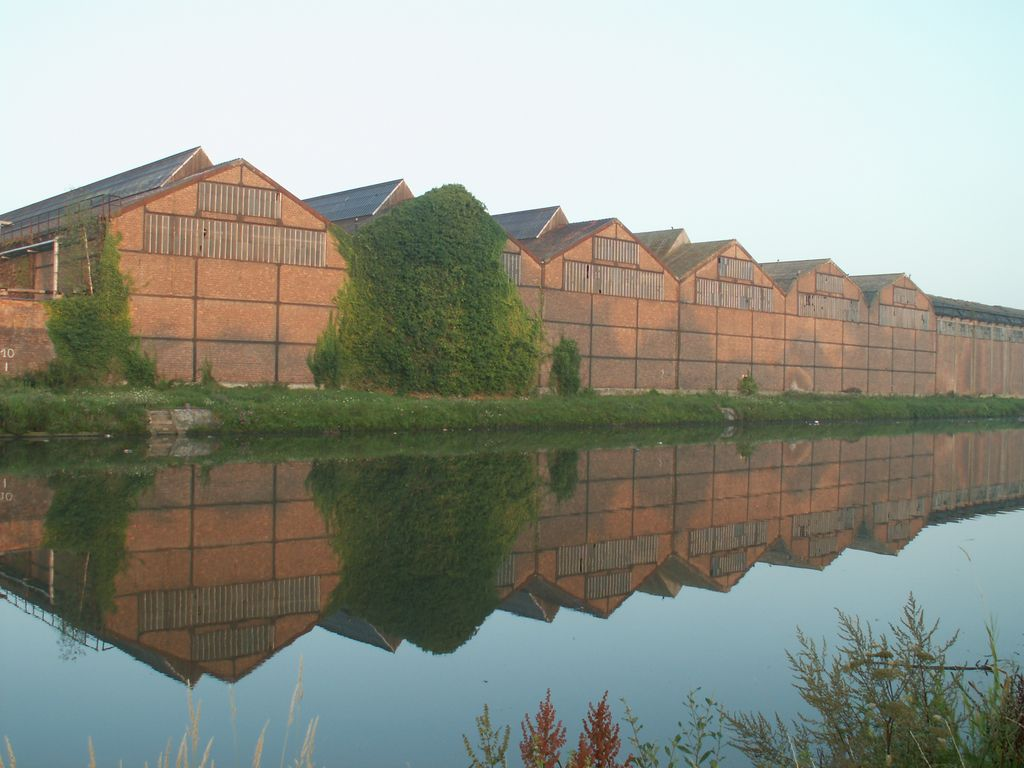
Les forges de Clabecq le long du canal.

## Sources